# سینه
سینه یا بطن (به انگلیسی: Thorax) در آناتومی و کالبدشناسی بخشی از بدن مهره‌داران است که بین گردن و شکم قرار می‌گیرد.خود سینه و محدوده آن به بخش‌های مختلف و گوناگونی تقسیم و نام‌گذاری می‌گردد.

## قفسه‌سینه
قفسه سینه یک محفظه استخوانی-غضروفی قابل ارتجاع است که به شکل مخروط ناقص بوده و جایگاه قرارگیری قلب، ریه‌ها، مری و نای است و از مهره‌ها، دنده‌ها و جناغ سینه، تشکیل شده‌است.
بافت استخوانی سخت‌ترین بافت بدن است. استحکام این بافت از آن جهت است که در ماده بین سلولی آن املاح آهکی موجود است، ماده بین سلولی بافت استخوانی به شکل ورقه‌های بسیار نازکی روی هم قرار دارد که در قسمت سطحی استخوان به موازات طول استخوان به نام تیغه‌های خارجی بوده و در قسمت داخلی استخوان ورقه‌های نازک دایره‌ای شکل به نام تیغه‌های داخلی دور مغز استخوان را احاطه کرده‌است. اگر استخوان را حرارت دهند. مواد آلی آن می‌سوزد ولی مواد معدنی آن باقی می‌ماند. از این رو استخوان شکل خود را حفظ کرده ولی خیلی شکننده می‌شود.
اسکلت بدن یک فرد بالغ از ۲۰۶ قطعه استخوانی تشکیل شده‌است که به صورت زیر طبقه‌بندی می‌شوند:
اسکلت محوری (AxialSkeleton) شامل: کاسه سر ۸ قطعه، صورت ۱۴ قطعه، ستون مهره‌ها ۲۶ قطعه، دنده‌ها و جناغ ۲۵ قطعه، استخوان لامی یک قطعه و استخوانچه‌های گوش ۶ قطعه.
اسکلت ضمایم و اندام‌ها (Appendicular Skeletan) شامل: اندام فوقانی ۶۴ قطعه و اندام تحتانی ۶۲ قطعه.

## دنده‌ها
تعداد ۱۲ جفت دنده در ساختار قفسه سینه شرکت دارند و قوسی شکل هستند. هر دنده دارای یک تنه‌است و دو انتهای قدامی و خلفی، دو سطح داخلی و خارجی و دو کنار فوقانی و تحتانی دارند. انتهای خلفی دنده‌ها با زواید عرضی مهره‌های پشتی و تنه مهره‌ها، مفصل می‌شود. انتهای قدامی در هفت زوج دنده اول به‌وسیله غضروف، مستقلاً به جناغ سینه متصل می‌شوند. این دنده‌ها را دنده‌های حقیقی (True ribs) گویند.
سه زوج دنده بعدی یعنی شماره‌های ۸ , ۹ , ۱۰ با کمک غضروف به دنده بالاتر متصل می‌شوند، لبه دنده‌ای (Costal margin) را تشکیل می‌دهند و دنده‌های کاذب (false ribs) نامیده می‌شوند. دنده‌ها دارای یک انتهای خلفی شامل سر، گردن و تکمه و یک انتهای قدامی که با غضروف متصل شده و دارای یک سطح داخلی و یک سطح خارجی و یک کنار فوقانی و یک تحتانی است. در سطح داخلی هر دنده ناودانی برای عبور عروق اعصاب بین دنده‌ای وجود دارد که در دنده‌های اول، یازدهم و دوازدهم، این ناودان وجود ندارد و معمولاً این دنده‌ها را دنده‌های غیرمعمولی می‌نامند.

## مهره‌های شرکت کننده در ساختمان قفسه سینه
ستون مهره‌ای، محور مرکزی بدن را تشکیل داده و در عقب ناحیه تنه و در خط وسط قرار دارد و از قاعده جمجمه شروع شده و در تمامی طول گردن و طول تنه امتداد دارد. در کودکان تعداد مهره‌های ستون مهره‌ها، ۳۳ عدد است که در بالغین پنج تای ما قبل آخر بهم جوش خورده و استخوان خارجی را تشکیل می‌دهند و ۴ تا مهره آخر بهم جوش خورده و استخوان دنبالچه را به وجود می‌آورند؛ بنابراین تعداد مهره‌ها در افراد بالغ به ۲۶ قطعه تقلیل می‌یابد.
از ۲۴ مهره آزاد، ۷ عدد مهره‌های گردنی، ۱۲ عدد مهره‌های پشتی و ۵ عدد مهره‌های کمری را تشکیل می‌دهند. مهره‌هایی که در ساختار قفسه سینه شرکت دارند. ۱۲ عدد مهره‌های پشتی هستند. مهره‌ها دارای شکل مشابهی هستند، تنه مهره که در جلو واقع شده، استوانه‌ای شکل است. قوس مهره که در عقب قرار دارد و با تنه مهره تشکیل سوراخ مهره را می‌دهد. مجموع سوراخ‌های مهره‌ای، مجرای مهره‌ای نامیده می‌شود که در آن نخاع جای دارد. این مجرا در بالا به‌وسیله سوراخ استخوان پس سری به تمام دنده‌های قفسه سینه به ۱۲ عدد مهره‌های پشتی ستون مهره‌ای، متصل هستند.

## جناغ سینه (Sternum)
استخوان جناغ خود از اتصال سه قسمت تشکیل شده‌است:
دسته: پهن‌ترین و قوی‌ترین بخش جناغ سینه است و به استخوان ترقوه، غضروف دنده اول و نیمی از غضروف دنده دوم، متصل می‌گردد. بخش فوقانی دسته را بریدگی بالاجناغی یا بریدگی ژوگولار می‌گویند.
تنه: بلندترین بخش جناغ سینه است که در کناره‌های طرفی دارای یک نیم بریدگی در بالا (محل اتصال غضروف دنده ای دوم)، یک نیم بریدگی در پایین (محل اتصال غضروف دنده ای هفتم) و چهار بریدگی در حد واسط این دو (محل اتصال غضروف‌های دنده ای ۱ تا ۶) می‌باشد. در محل مفصل شدن تنه و دسته جناغ، زاویه‌ای به نام زاویه جناغی یا زاویه لوئیس قرار گرفته‌است که مقداری به جلو تحدب دارد و دنده دوم سینه نیز به کناره آن از دو طرف متصل می‌گردد.
زائده خنجری: زائده کوچک خنجر مانندی است که در بخش تحتانی جناغ سینه قرار دارد. این زائده از جنس غضروف بوده و با یک مفصل ثابت به جناغ متصل شده‌است. در افراد مسن تمام این زائده یا بخش‌هایی از آن که نزدیک به تنه هستند؛ استخوانی می‌شوند.

## عضلات سینه
1. عضله سینه‌ای بزرگ:[۷] عضله‌ای است بادبزنی شکل از دنده‌های حقیقی قفسه سینه، جناغ سینه و ترقوه مبدأ گرفته و به استخوان بازو متصل می‌گردد و موجب نزدیک شدن بازو به تنه می‌شود.
2. عضلات سینه‌ای کوچک:[۸] عضله‌ای است سه گوش که در زیر عضله سینه‌ای بزرگ قرار دارد و از سطح خارجی دنده‌های سوم، چهارم و پنجم به زایده کوراکوئید استخوان کتف می‌چسبد، و دنده‌ها بالا برده یا شانه را به جلو می‌آورد.
3. عضلات زیرترقوه‌ای:[۹] از سطح فوقانی دنده اول به سطح تحتانی استخوان ترقوه می‌چسبد و دنده را بالا برده یا ترقوه را به طرف پایین می‌کشد.
4. ماهیچه دندانه‌ای پیشین:[۱۰] از ۸–۱۰ دنده اول شروع شده و به کنار داخلی استخوان کتف متصل می‌گردد. شانه را به جلو و پایین می‌آورد.
5. عضلات بین دنده‌ای:[۱۱] فضای بین دنده‌ها را اشغال نموده، جزء عضلات تنفسی محسوب می‌شوند و دنده‌ها را بهم نزدیک می‌سازند و شامل سه عضله به شرح زیر هستند:

- عضلات بین دنده‌ای خارجی:[۱۲] از کنار تحتانی دنده فوقانی به طرف پایین و جلو سیر کرده و به کنار فوقانی دنده تحتانی می‌چسبد و در عمل دم تنفس، شرکت دارد.
- عضلات بین دنده‌ای داخلی:[۱۳] نسبت به عضله خارجی، عمقی‌تر است و مسیر آن به طرف عقب و پایین است و از دنده فوقانی به دنده تحتانی متصل می‌گردد و در مجاورت جناغ سینه تا زاویه دنده‌ای ادامه داشته و بعد از آن غشایی می‌گردد و در عمل بازدم تنفس شرکت دارد.
- عضلات بین دنده‌ای داخلی‌تر:[۱۴] هم جهت با الیاف عضله بین دنده‌ای داخلی است و به نظر می‌رسد که از آن منشأ گرفته باشد و در ½ میانی فضای بین دنده‌ای قرار دارد.

## پرده دیافراگم
این عضله مهم‌ترین عضله تنفسی است که قفسه سینه را از حفره شکمی، جدا می‌سازد. برخی از اعضاء مهم بدن از قبیل آئورت، مری، بزرگ سیاهرگ زیرین، سوراخ‌هایی را به ترتیب در برابر مهره ۱۲، مهره ۱۰، مهره ۸ سینه‌ای در پرده دیافراگم ایجاد کرده و از آن عبور می‌کنند. دیافراگم به ترتیب به زایده خنجری، ۶ دنده تحتانی و غضروف‌های آن‌ها و تنه مهره‌های اول تا سوم کمری متصل شده و گنبدی شکل است.
درصورت ضربه محکم به این بخش امکان قطع تنفس وجود دارد

## چگونگی حرکت دنده‌ها در حین تنفس
دنده‌ها در وضعیت استراحت طبیعی، به‌طور مایل به سوی پایین کشیده شده‌اند و به این ترتیب، موجب می‌شوند که استخوان جناغ سینه به طرف عقب یعنی به سوی ستون فقرات برود. هنگامی که قفسه سینه بالا برده می‌شود، دنده‌ها تقریباً به‌طور مستقیم به طرف جلو برآمدگی پیدا می‌کنند، بطوریکه استخوان جناغ نیز به طرف جلو و دور از ستون فقرات حرکت می‌کند و در جریان دم عمیق در مقایسه با بازدم عمیق ضخامت قدامی خلفی قفسه سینه را حدود ۲۰ درصد بیشتر می‌کند.
دنده‌ها در جریان بازدم متوجه پایین هستند و عضلات بین دنده‌ای خارجی دراز شده و در جهت رو به جلو و رو به پایین کشیده شده‌اند. بتدریج که این عضلات منقبض می‌شوند، دنده‌های فوقانی را نسبت به دنده‌های تحتانی به طرف جلو می‌کشند و این امر مانند اهرمی بر روی دنده‌ها عمل کرده و آن‌ها را به طرف بالا می‌کشد و از این راه موجب دم می‌شود. عضلات بین دنده‌ای داخلی دقیقاً در جهت مخالف یعنی به عنوان عضلات بازدمی عمل می‌کنند، زیرا زاویه قرار گرفتن آن‌ها بین دنده‌ها در جهت مخالف بوده و موجب حرکت دنده‌ها در جهت مخالف می‌شوند.

## تغییر شکل قفسه سینه
بیماری اسکولیوز انحراف و خمیدگی ستون مهره‌ای به راست و چپ است. در اثر این بیماری، قفسه سینه تغییر شکل پیدا می‌کند. یک شانه بالاتر از شانه قرار می‌گیرد و از پشت دنده‌های یک طرف برآمده تر از طرف دیگر است.
در سینه پهن، قفسه سینه از جلو به عقب فشرده و کتابی به نظر می‌رسد.
در سینه قیفی دارای فرورفتگی به شکل قیف در پایین جناغ سینه‌است.
در سینه مرغی، قسمت تحتانی جناغ سینه مانند سینه مرغ پیش آمدگی دارد.